# Gabriel Tarde
Gabriel Tarde (Sarlat, 12 marzo 1843 – Parigi, 12 maggio 1904) è stato un criminologo, sociologo e filosofo francese.

## Biografia
Magistrato di professione, filosofo, sociologo e criminologo per vocazione, negli ultimi anni della sua vita fu docente al Collège de France (1900-1904), dove è stato il predecessore di Henri Bergson sulla cattedra di Filosofia moderna.
Quello di Tarde è uno dei grandi nomi della storia della sociologia insieme a Auguste Comte, Herbert Spencer, Alfred Espinas, René Worms, Georg Simmel e Émile Durkheim. La sua fama è strettamente legata al concetto di imitazione, di cui ha definito le "leggi " (è questo il titolo della sua opera più famosa) nelle scienze umane e sociali. 
Considerato uno dei padri della sociologia, si oppose a Durkheim in una lunga polemica, che gli valse di essere quasi del tutto dimenticato dopo la prima guerra mondiale, quando il pensiero di Durkheim si imponeva a livello internazionale e dettava lo standard della sociologia scientifica.
La sua riflessione sociologica, presto dimenticata in Europa, ha avuto invece una certa fortuna negli Stati Uniti, dove è stata ripresa da alcuni autori americani, come Robert Park e la Scuola di Chicago (sociologia), che lo considerano uno dei fondatori della sociologia urbana e della psicologia sociale alla pari di Gustave Le Bon e Georg Simmel. 
Più recentemente, si è ispirato al suo individualismo metodologico il sociologo francese Raymond Boudon, mentre Bruno Latour ne ha fatto uno dei precursori della Actor-Network Theory (ANT) reintroducendo il suo pensiero nel dibattito contemporaneo.
La sociologia di Gabriel Tarde si fonda su una metafisica assai originale. Il suo pensiero filosofico, influenzato soprattutto da Gottfried Wilhelm von Leibniz e da Antoine Augustin Cournot, costituisce in effetti un'originale ripresa della Monadologia, segnatamente nello scritto Monadologie et sociologie (1895).
In ambito criminologico Tarde si è opposto alla "Scuola positiva" di criminologia capeggiata da Cesare Lombroso, e in specie alla sua teoria del delinquente-nato.
La sua opera sociologica, così come viene sintetizzata retrospettivamente nelle Les Lois sociales (1898), consta di tre momenti principali (a ognuno dei quali Tarde ha dedicato una monografia): la Ripetizione (Les lois de l'Imitation, 1890), l'Opposizione (L'Opposition universelle, 1897) e l'Adattamento (La Logique sociale, 1895).
Ai giorni nostri la sua opera, riscoperta filosoficamente da Gilles Deleuze in volumi come Differenza e ripetizione (1968) e Millepiani (1980), sta progressivamente riguadagnando interesse, ne fanno fede il succedersi delle pubblicazioni e i numeri monografici di riviste (come "Multitudes") a lui dedicati.
Tarde è stato un autore eccezionalmente prolifico con 13 volumi e più di un centinaio di articoli, apparsi soprattutto sulla "Revue philosophique" di Théodule Ribot, sugli "Archives d'Anthropologie Criminelle" (di cui fu anche co-direttore insieme ad Alexandre Lacassagne) e sulla "Revue Internationale de Sociologie" di René Worms. 
La maggior parte delle sue opere è stata ripubblicata in tempi recenti da parte dell'editore Les empecheurs de penser en rond (Institut Synthélabo) di Parigi, sotto la direzione del filosofo Éric Alliez. Tra il 1999 e 2004 sono stati pubblicati 8 volumi delle Oeuvres de Gabriel Tarde, in due serie: 1.1 Monadologie et sociologie; 1.2 La logique sociale; 1.3 L'opposition universelle; 1.4 Les lois sociales; 2.1 Les lois de l'imitation; 2.2 Les transformations du pouvoir; 2.4 Philosophie de l'histoire et science sociale: la philosophie de Cournot; 2.5 La criminalité comparée e il volume "hors série": Maine de Biran et l'évolutionnisme en psychologie.
È il padre di Paul de Tarde, Alfred de Tarde e Guillaume de Tarde.

## Pensiero

### Teoria dell'imitazione
Nel suo lavoro principale, “Le leggi dell'imitazione: studio sociologico”, esplora l'interazione sociale come imitazione, descritta come l'azione di uno spirito su un altro tramite la riproduzione di un cliché cerebrale. L'imitazione permette agli esseri umani di influenzarsi a distanza e ha un carattere inter-spirituale. Il modello da imitare è spesso un altro essere umano o una norma incarnata in esso. Tarde insiste sull'importanza di studiare i processi di imitazione tra esseri umani come esseri "spirituali".
L'imitazione può spiegare l'invenzione: un nuovo modello nasce da un'idea individuale e si propaga socialmente tramite l'imitazione. Questo processo rende le idee socialmente rilevanti e fluide. Credenze e desideri sono la base della società e la loro forza rende l'imitazione irresistibile e garantisce stabilità. La modernità accelera la volatilità e il ricambio delle idee.

## Premio Gabriel Tarde
Dal 1972, il Premio Gabriel Tarde viene conferito, ogni due anni, al migliore scritto di criminologia in lingua francese. Il premio viene assegnato da una giuria internazionale indipendente, riunita sotto l'egida della “Association Française de Criminologie"
- Premio Gabriel Tarde, su afc-assoc.org. URL consultato il 7 agosto 2006 (archiviato dall'url originale il 4 aprile 2008).

## Pubblicazioni

### Volumi
- 1879 - Contes et Poèmes (Calmann-Lévy)
- 1886 - La criminalité comparée (Alcan)
- 1890 - La philosophie pénale (Storck-Maloine) 5ª ed. 1900
- 1890 - Les lois de l'imitation: étude sociologique (Alcan) ed. 1890 2ª ed. 1895
- 1892 - Etudes pénales et sociales (Storck-Masson)
- 1893 - Les transformations du droit (Alcan)
- 1895 - Essais et mélanges sociologiques (Storck-Maloine)
- 1895 - La logique sociale (Alcan)  2ª ed. 1898
- 1896 - Fragment d'histoire future (Giard & Brière)
- 1897 - L'opposition universelle: essai d'une théorie des contraires (Alcan)
- 1898 - Études de psychologie sociale (Giard & Brière)
- 1898 - Les lois sociales: esquisse d'une sociologie (Alcan)
- 1899 - Les transformations du pouvoir (Alcan)
- 1901 - L'opinion et la foule (Alcan)
- 1902 - La psychologie économique, 2 voll. (Alcan) vol. 1 vol. 2

### Indici dei volumi
- 1886 - La criminalité comparée (1. Le type criminel; 2. La statistique criminelle du dernier demi-siècle; 3. Problèmes de pénalité; 4. Problèmes de criminalité).
- 1890 - La philosophie pénale (1. Considérations générales; 2. L'école positiviste; 3. Théorie de la responsabilité; 4. Théorie de l'irresponsabilité; 5. Le criminel; 6. Le crime; 7. Le jugement; 8. La peine; 9. La peine de mort).
- 1890 - Les lois de l'imitation: étude sociologique (1. La Répétition universelle; 2. Les similitudes sociales et l'imitation; 3. Qu'est-ce qu'une société?; 4. Qu'est-ce que l'histoire? L'archeologie et la statistique; 5. Les lois logiques de l'imitation; 6. Les influences extra-logiques; 7. Les influences extra-logiques. La coutume et la mode; 8. Remarques et corollaires).
- 1892 - Etudes pénales et sociales (1. Le duel dans le passé; 2. Le duel dans le présent; 3. Les causes et les remèdes; 4. Le délit politique; 5. L'atavisme moral; 6. L'amour morbide; 7. Quatre crimes passionnels: L'affaire Chambige; L'affaire Wladimiroff; Les affaires Weiss et Achet; 8. L'archéologie criminelle en Périgord; 9. La crise de droit moral et la crise de droit pénal; 10. Etudes criminelles et pénales; 11. L'idée de culpabilité; 12. Les maladies de l'imitation; 13. Dépopulation et Civilisation; 14. Les idées sociologiques de Guyau; 15. Le suffrage dit universel).
- 1893 - Les transformations du droit (1. Droit criminel; 2. Procédure; 3. Régime des personnes; 4. Régime des biens; 5. Obligations; 6. Le droit naturel; 7. Le droit et la sociologie).
- 1895 - Essais et mélanges sociologiques (1. Foules et sectes au point de vue criminel; 2. Les crimes des foules; 3. Les crimes de haine; 4. La sociologie criminelle et le droit pénal; 5. Pro domo mea (réponse à M. Ferri); 6. Questions sociales; 7. Les délits impoursuivis; 8. Histoire des doctrines économiques; 9. La croyance et le désir; 10. Monadologie et sociologie; 11. La Variation universelle; 12. Appendice: Psychologie des foules).
- 1895 - La logique sociale (Première partie: Principes. 1. La logique individuelle; 2. L'esprit social; 3. La série histoique des états logiques; 4. Les lois de l'invention. Seconde partie: Applications. 5. La langue; 6. La religion; 7. Le coeur; 8. L'économie politique; 9. L'art).
- 1897 - L'opposition universelle: essai d'une théorie des contraires (1. L'idée d'opposition; 2. Classification des oppositions; 3. Oppositions mathématiques et physiques; 4. Oppositions vivantes; 5. Les symétries de la vie; 6. Oppositions psychologiques; 7. Oppositions sociales; 8. L'opposition et l'adaptation).
- 1898 - Études de psychologie sociale (1. La Sociologie; 2. Les deux élements de la Sociologie; 3. Le transformisme social; 4. L'idée de l'organisme social; 5. Criminalité et santé sociale; 6. La criminalité professionnelle; 7. La jeunesse criminelle; 8. Souvenirs de transports judiciaires; 9. La graphologie; 10. Sympathie et synthèse; 11. La sociologie de Giddings; 12. Crimes, délits, contraventions)
- 1898 - Les lois sociales: esquisse d'une sociologie (1. Répétition des phénomènes; 2. Opposition des phénomènes; 3. Adaptation des phénomènes).
- 1899 - Les transformations du pouvoir (Première partie. 1. Considérations préliminaires; 2. Sources du pouvoir; 3. L'invention et le pouvoir; 4. Critiques diverses; 5. Les noblesses; 6. Les capitales. Deuxième partie. 7. La répétition amplifiante; 8. L'opposition politique; 9. L'opposition politique (suite); 10. Les lois des transformations politiques; 11. L'art et la morale politiques).
- 1901 - L'opinion et la foule (Présentation; 1. Le public et la foule; 2. L'opinion et la conversation; 3. Les foules et les sectes criminelles).
- 1902 - La psychologie économique (1. Considérations générales et lois sociales; 2. La valeur et les sciences sociales; 3. Discussion du plan; 4. Coup d'oeil historique. La Répétition économique. 5. Division du sujet; 6. Role économique du désir; 7. Role économique de la croyance; 8. Les besoins; 9. Les travaux; 10. La monnaie; 11. Le capital. L'Opposition économique. 12. Division du sujet; 13. Les prix; 14. Les luttes; 15. Les crises; 16. Les rythmes. L'Adaptation économique. 17. Division du sujet; 18. L'imagination économique; 19. Les développements de l'imagination économique; 20. La proprieté; 21. L'échange; 22. L'association; 23. La population).

### Articoli
- La croyance et le désir: la possibilité de leur mesure, in “Revue Philosophique”, X, 1880, pp. 150–180 e 264-283 (tr. it. di S. Prinzi: Credenza e desiderio, Cronopio, 2013)  .
- La psychologie en économie politique, in “Revue Philosophique”, XII, 1881, pp. 222–250 e 401-418
- Maine de Biran et l'évolutionnisme en psychologie, Cassard, 1882 (n. ed. Les empȇcheurs de penser en rond, 2000).
- Les traits communs de la nature et de l'histoire, in “Revue Philosophique”, XIV, 1882, pp. 270–291
- La statistique criminelle du dernier demi-siècle, in "Revue philosophique", t. XV, 1883, pp. 49–82
- Quelques criminalistes italiens de la nouvelle école, in "Revue philosophique", t. XV, 1883, pp. 658–669
- L'archéologie et la statistique, in “Revue Philosophique”, XVI, 1883, pp. 363–384 e 492-511
- Darwinisme naturel et darwinisme social, in “Revue Philosophique”, XVII, 1884, pp. 607–637
- Etudes sur le socialisme contemporain, in Revue philosophique, t. XVIII, 1884, pp. 173–192
- Qu'est-ce qu'une société?, in “Revue Philosophique”, XVIII, 1884, pp. 489–510 (tr. it. di A. Cavalletti: Che cos'è una società?, Cronopio, 2010)
- Le type criminel, in “Revue Philosophique”, XIX, 1885, pp. 593–627 (tr. it. di S. Curti: Il tipo criminale, ombre corte, 2011)
- Problèmes de criminalité, in "Revue philosophique", XXI, 1886, pp. 1–25 e 122-143
- Avenir de la moralité, in "Revue philosophique", XXII, 1886, pp. 400–407
- Positivisme et pénalité, in "Archives d'anthropologie criminelle", t. II, 1887, pp. 32–51
- La statistique criminelle pour 1885, in "Archives d'anthropologie criminelle", t. II, 1887, pp. 407–413
- Publications récentes sur la psychologie criminelle, in "Revue philosophique", XXIV, 1887, pp. 625–644
- La dialectique sociale, in “Revue Philosophique”, XXV, 1888, pp. 20–41 e 148-165
- La crise de la morale et la crise du droit pénal, in Revue philosophique, XXVI, 1888, pp. 379–396
- Les actes du congrès de Rome, in "Archives d'anthropologie criminelle", t. III, 1888, pp. 66–80
- La Criminologie, in "Revue d'anthropologie", t. III, 1888, pp. 521–533
- Les deux sens de la valeur, in “Revue d'Économie Politique”, II, 1888, pp. 526–540 e 561-576
- Le deuxième congrès international d'anthropologie criminelle, in "Revue scientifique", n°22, 1889, pp. 684–689
- Le crime et l'épilepsie, in "Revue philosophique", XXVIII, 1889, pp. 449–469
- Catégories logiques et institutions sociales, in “Revue Philosophique”, XXVIII, 1889, pp. 113–136 e 292-309
- L'affaire Chambige, in "Archives d'anthropologie criminelle", t. IV, 1889, pp. 92–108
- L'atavisme moral, in "Archives d'anthropologie criminelle", t. IV, 1889, pp. 237–265
- Sur la responsabilité morale, in "Archives d'anthropologie criminelle", t. IV, 1889, pp. 356–369
- Les anciens et les nouveaux fondements de la responsabilité morale, in Rapports sur les questions posées au Congrès international d'anthropologie criminelle, Paris, 1889, pp. 54–58.
- Misère et criminalité, "in Revue philosophique", XXIX, 1890, pp. 505–518
- Le délit politique, in "Revue philosophique", XXX, 1890, pp. 337–360
- Les maladies de l'imitation, in "Revue scientifique", t. 45, n°24, pp. 737–748 e t. 46, n°1, p. 6-11
- L'art et la logique, in "Revue philosophique", XXXI, 1891, pp. 123–147 e 288-312
- Etudes criminelles et pénales, in "Revue philosophique", XXXII, 1891, pp. 483–517
- L'affaire Wladimiroff, in "Archives d'anthropologie criminelle", t. VI, 1891, pp. 206–213
- L'archéologie criminelle en Périgord, in "Archives d'anthropologie criminelle", t. VI, 1891, pp. 569–584
- A propos de deux beaux crimes, in "Archives d'anthropologie criminelle", t. VI, 1891, pp 453–465
- L'idée de culpabilité, in "Revue des deux Mondes", livraison du 15 juin, pp. 849–877.
- Les crimes des foules, in “Archives d'Anthropologie Criminelle”, t. VII, 1892, pp. 353–386
- Une nouvelle école italienne: le positivisme critique, in "Archives d'anthropologie criminelle", t. VII, 1892, pp. 208–211
- Bribes de statistiques américaines, in "Archives d'anthropologie criminelle", t. VII, 1892, pp. 691–698
- Questions sociales, in "Revue philosophique", XXXV, 1893, pp. 618–638.
- La logique sociale des sentiments, in “Revue Philosophique”, XXXVI, 1893, pp. 561–594 (tr. it. di M. Cerulo: La logica sociale dei sentimenti, Armando, 2011)
- Les monades et la science sociale, in “Revue Internationale de Sociologie”, I, 1, 1893, pp. 157–173 e 2, pp. 231–246.
- A propos du problème de M. Lombroso, in "Revue scientifique", t. LI, n°9, 1893, pp. 284–285
- Considérations sur l'indétermination des peines, in "Revue pénitentiaire", t. XVII, 1893, pp. 750–759
- La sociologie criminelle et le droit pénal, in "Bulletin de l'Union internationale de droit pénal", 1893; e anche in "Archives d'anthropologie criminelle", t. VIII, 1893, pp. 513–525
- Foules et sectes au point de vue criminel, in “Revue des Deux Mondes”, 15 novembre 1893, pp. 349–387 (tr. it. di R. Conforti: Le folle e le sette criminali in L'opinione e la folla, La città del sole, 1995, pp. 185–241)
- Biologie et sociologie. Réponse au Dr. Bianchi, in "Archives d'anthropologie criminelle", t. VIII, 1893, pp. 7–20
- Pro domo mea. Réponse à M. Ferri, in "Archives d'anthropologie criminelle", t. VIII, 1893, pp. 258–276
- Transformations du droit. Réponse à M. Berthelot, in "Revue de Métaphysique et de Morale", a. 1, 1893, pp. 573–575.
- Les crimes de haine, in "Archives d'anthropologie criminelle", t. IX, 1894, pp. 241–254
- Les délits impoursuivis, in "Archives d'anthropologie criminelle", t. IX, 1894, pp. 641–650
- La série historique des états logiques, in "Revue Internationale de Sociologie", 1894, pp. 34–49.
- Congrès de sociologie, in "Archives d'anthropologie criminelle", t. X, 1894, pp. 206–207
- L'instinct de domination, in "Archives d'anthropologie criminelle", t. X, 1894, pp. 207–211
- La diminution du crime en Angleterre, in "Archives d'anthropologie criminelle", t. X, 1894, pp. 211–214
- Criminalité et santé sociale, in "Revue Philosophique", XXXIX, 1894, pp. 148–162.
- Le transformisme social, in "Revue philosophique", XL, 1894, pp. 26–40.
- Rapport sur la 5e question de la première section (Législation pénale), in Ve Congrès Pénitentiaire International, Paris, 1894
- La sociologie élémentaire, in "Annales de l'Institut International de Sociologie", 1, 1895, pp. 209–242 (ripreso con il titolo Les deux éléments de la sociologie in Etudes de psychologie sociale, cit., pp. 63–94).
- Monadologie et sociologie, in Essais et mélanges sociologiques, Paris, Storck et Masson e Maloine, 1895, pp. 309–389 (tr. it. di S. Prinzi: Monadologia e sociologia in Credenza e desiderio, cit., e anche di F. Domenicali, Monadologia e sociologia, ombre corte, 2013, pp. 41–115).
- La variation universelle, in Essais et mélanges sociologiques, cit., pp. 391–422.
- Fragment d'histoire future, in “Revue Internationale de Sociologie”, IV, 1896, pp. 603–654 (tr. it. di G. Mulè: Frammento di storia futura, Flaccovio, 1991, e anche di V. Petrucci, ESI, 1991).
- La Criminalité professionnelle, in "Archives d'anthropologie criminelle", t. XI, n°65, 1896, pp. 538–560
- Lettre ouverte au directeur de la Scuola positiva, in "Archives d'anthropologie criminelle", t. XI, 1896, pp. 131–132
- L'idée de l'organisme social, in “Archives d'Anthropologie Criminelle”, t. XI, 1896, pp. 418–428
- L'idée d'opposition, in "Revue philosophique", XLIII, 1897, n°1, pp. 1–18 e n°2, pp. 160–175
- Sympathie et synthèse, in "Revue française d'Edimbourg", 8, 1897, pp. 3–9
- La jeunesse criminelle, in "Revue pédagogique", t. XXX, 1897, n°3, pp. 193–215
- Le dernier congrès de sociologie, in "Revue internationale de l'enseignement", vol. 34, n°3, 1897, pp. 259–260
- L'Orient et la chrétienté, in "Le Spectateur catholique", n°4, 1897, pp. 201–202
- Souvenirs de transports judiciaires, in "Archives d'anthropologie criminelle", t. XII, 1897, n°69, pp. 293–300
- Les lois sociales, in "Revue de métaphysique et de morale", n°1 (pp. 14–37), n°2 (pp. 202–229) e n°3 (pp. 329–353), 1898
- Le public et la foule, in "Revue de Paris", 15 juillet 1898, pp. 287–306, e 1er août, pp. 615–635 (tr. it. di R. Conforti: Il pubblico e la folla in L'opinione e la folla, cit., pp. 53–103)
- Les transformations du pouvoir, in “Revue Internationale de Sociologie”, VII, 3, 1898, pp. 177–192.
- Problèmes de Criminalité, in "Archives d'anthropologie criminelle", t. XIII, 1898, pp. 369–409
- Les transformations de l'impunité, in "Archives d'anthropologie criminelle", t. XIII, 1898, pp. 615–631
- Qu'est-ce que le crime?, in "Revue philosophique", XLIV, 1898, pp. 337–355.
- Les transformations du pouvoir, in "Revue internationale de sociologie", 3, 1899, pp. 177–192
- Réponse à une enquête sur l'introduction de la sociologie dans l'enseignement secondaire, in "Revue Internationale de Sociologie", 10, 1899, pp. 678–679.
- L'opinion et la conversation, in "Revue de Paris", 15 août, pp. 689–719 e 1 septembre, 1899, pp. 91–116 (tr. it. di R. Conforti: L'opinione e la conversazione in L'opinione e la folla, cit., pp. 105–184)
- Quelles mesures pourraient être recommandées dans le but de réprimer les actes délictueux généralement commis sous le nom de chantage? Y a-t-il lieu d'établir une procédure spéciale pour la poursuite de ce genre de délits? (Rapport au nom de la Société générale des prisons), Congrès Pénitentiaire International, Bruxelles 1899
- L'esprit de groupe (Conférence faite au Collège libre des sciences sociales le 6 novembre 1899), Lyon, Stork, 1900, pp. 1–24 (tr. it. di S. Curti: Lo spirito di gruppo, Orthotes, 2015)
- Leçon d'ouverture d'un cours de philosophie moderne au Collège de France (8 mars 1900), in “Archives d'Anthropologie Criminelle”, t. XV, 1900, p. 223-251; e Paris, Giard & Brière, 1900, p. 1-17
- Titres de candidature à l'Académie des sciences morales et politiques en remplacement de Paul Janet, Académie des sciences morales et politiques, 1900, 3 pp.
- Du chantage, in "Archives d'anthropologie criminelle", t. XV, 1900, pp. 644–653
- La loi du sursis conditionnel et ses effets en France, in "Bulletin de l'Union internationale de droit pénal", 1900, pp. 296–301
- Le postulat de le sociologie, in "Revue philosophique", LI, 1901, pp. 661–664.
- La réalité sociale, in “Revue Philosophique”, LII, 1901, pp. 457–477
- La Criminalité et les phénomènes économiques (Rapport du professeur G. Tarde du Collège de France), Paris, 1901, pp. 1–8
- La psychologie inter-mentale, in “Revue Internationale de Sociologie”, IX, 1, 1901, pp. 1–13
- L'action des faits futurs, in “Revue de Métaphysique et de Morale”, 2, 1901, pp. 119–137 (tr. it. di F. Domenicali: L'azione dei fatti futuri in I possibili. L'azione dei fatti futuri, Orthotes, 2013, pp. 31–56)
- Rapport présenté à l'Académie des sciences morales et politiques le 8 juin, Fondation Carnot, Académie des Sciences morales et politiques, pp. 3–15
- Quelques mots sur le matérialisme historique, in Revue Internationale de Sociologie, t. VIII, 1901, pp. 283–289.
- La prétendue décadence des peuples latins (Conférence prononcée à l'Athénée de Bordeaux, le 21 mai 1901), Bordeaux, Gounouilhou, 1901, pp. 3–28.
- L'action inter-mentale, in “Archives d'Anthropologie Criminelle”, t. XVI, 1901, pp. 181–190
- Correspondance. Réponse à M. Espinas, in "Revue philosophique", LII, 1901, pp. 661–664
- L'invention considérée comme moteur de l'évolution sociale, in “Revue Internationale de Sociologie”, VII, 1902, pp. 561–574
- L'Impérialisme, in "La Renaissance latine", n° 3, 15 juillet 1902, p. 327 e p. 330.
- L'interpsychologie, in "Bulletin de l'institut général psychologique", n°2, 1903, pp. 91–118
- Discussion d'une publication de M. Manouvrier intitulée «Remarques sur la méthode dans l'étude des criminels», in "Bulletin de l'institut général psychologique", 1, 1903, pp. 25–28.
- La philosophie sociale de Cournot, in "Bulletin de l'association française de philosophie" (séance du 25 juin 1903), n°8, aout 1903, pp. 207–230
- La Criminalité en France dans les vingt dernières années, in "Archives d'anthropologie criminelle", t. XVIII, 1903, pp. 162–181
- Les classes sociales, in "Revue internationale de sociologie", XI, 1903, pp. 125–127.
- Augustin Cournot, in "Annales de l'Institut international de sociologie", 9, 1903, pp. 87–104
- Notice sur la vie et les travaux de Charles Lévêque, in "Séances et travaux de l'Académie des sciences morales et politiques", 5, 1904, 39 p.
- La sociologie et les sciences sociales, in Revue internationale de sociologie, XII, 1904, pp. 83–87
- La psychologie et la sociologie, in "Annales de l'Institut international de sociologie", n°10, 1904, pp. 67–81

### Articoli postumi
- L'interpsychologie, in "Archives d'anthropologie criminelle", t. XIX, 1904, pp. 536–564 (tr. it. di S. Prinzi: L'interpsicologia, in Le leggi sociali, Paparo, 2014, pp. 111–142)
- Fragment d'histoire future, in "Archives d'anthropologie criminelle", t. XIX, 1904, pp. 565–621
- Lettre à Casimir de Kellès-Kranz, in "Archives d'anthropologie criminelle", t. XIX, 1904, pp. 901–905
- L'avenir latin, in "Revue bleue", 15-25 juin 1904, pp. 769–773.
- Fragment d'histoire future, in "Revue philosophique", n°7, 1905, pp. 88–89.
- L'accident et le rationnel en histoire d'après Cournot, in "Revue de métaphysique et de morale", n°3, 1905, pp. 319–347
- La morale sexuelle, in "Archives d'anthropologie criminelle", t. XXII, 1907, pp. 5–40 (n. ed. Payot, 2005) (tr. it. di S. Curti: La morale sessuale, Armando, 2011).
- Interpsychologie infantile, in "Archives d'anthropologie criminelle", t. XXIV, n°183, 1909, pp. 161–172
- Les possibles. Fragments d'un ouvrage de jeunesse, in “Archives d'Anthropologie Criminelle”, t. XXV, 1910, pp. 8–41 (tr. it. di F. Domenicali: I possibili in I possibili. L'azione dei fatti futuri, cit., pp. 57–97)

### Inediti dall'Archivio Tarde
- Notes sur la conversation, in Ecrits de psychologie sociale (a c. di Anne-Marie Rocheblave-Spenlé), Toulouse, Privat, 1973 (tr. it. di R. Conforti: Note inedite sulla conversazione, in L'opinione e la folla, cit., pp. 243–247).
- Contre Durkheim à propos de son Suicide, in (a c. di M. Borlandi e M. Cherkaoui), Le suicide un siècle après, Paris, PUF, 2000, pp. 219–255.
- Sur le sommeil ou plutot sur les reves (inédit a c. di L. Salmon), Lausanne, Editions BHMS, 2009.
- Essenziale per le basi del sistema (inedito a c. di Filippo Domenicali), in "I castelli di Yale on-line", a. I, n. 2, 2013, pp. 349–380 http://cyonline.unife.it/article/view/808/693

### Bibliografie
- ENAP https://web.archive.org/web/20110913155307/http://www.enap.justice.fr/campus/biblio_tarde_fonds_historique.php;
- Bibliography, in Gabriel Tarde On Communication and Social Influence: Selected Papers, T. Clarck (ed.), 1969, p. 319 e segg.;
- Bibliografia di e su Gabriel Tarde (a c. di F. Domenicali) sul sito della rivista "La Deleuziana" http://www.ladeleuziana.org/wp-content/uploads/2014/07/Bibliografia-di-Gabriel-Tarde.pdf ;
- Studio preparatorio su Gabriel Tarde. Biografia, biblioteca e bibliografia (a c.di S. Curti), in Lo spirito di gruppo, Napoli-Salerno, Orthotes, 2015, pp. 69–119.

### Antologie tardiane
- Gabriel Tarde. Introduction et pages choisies par ses fils (a c. di Alfred, Paul e Guillaume de Tarde), Paris, Michaud, 1909.
- Gabriel Tarde: On Communication and Social Influence. Selected papers (a c. di Terry Nichols Clark), Chicago and London, The University of Chicago Press, 1969.
- Gabriel Tarde, Ecrits de psychologie sociale (a c. di Anne-Marie Rocheblave-Spenlé), Toulouse, Privat, 1973.

### Attività didattica

#### École Libre des Sciences Politiques
- 1896: Éléments de la Sociologie politique
- 1897: Problèmes de criminalité
- 1899: Les principes de la psychologie économique
- 1902: Les Transformations des mœurs et de la morale e Psychologie économique

#### Collège Libre des Sciences Sociales
- 1897: Esquisse d'une sociologie
- 1898: Les principes de la sociologie politique
- 1899: Psychologie et sociologie professionnelle
- 1903: Rapports de la sociologie avec les différentes sciences sociales et les disciplines auxiliaires (introduzione generale insieme a É. Durkheim)

#### École Russe des Hautes Études Sociales
- 1901: L'Interpsychologie
- 1903: Criminalité et luttes sociales

#### Collège de France
- 1900: La psychologie sociale
- 1900-1901: La psychologie économique
- 1901-1902: La psychologie morale et criminelle
- 1902-1903: La philosophie pénale e Les idées philosophiques de Cournot (ed. col titolo: Philosophie de l'histoire et science sociale. La philosophie de Cournot, Paris, Les empecheurs de penser en rond, 2002)
- 1903-1904: Les élements de la psychologie intermentale
- 1904-1905: La conversation et son rôle social (mai cominciato)

### In italiano
- Scritti sociologici (UTET, 1976) a c. di F. Ferrarotti, trad. di Vincenzo Pasquali (contiene tr. it. parz. di Le leggi dell'imitazione e La logica sociale)
- Frammento di storia futura (ESI, 1991) a c. di V. Petrucci
- Frammento di storia futura (Flaccovio, 1991) a c. di G. Mulè
- L'opinione e la folla (La città del sole, 1995) a c. di Rosario Conforti
- Che cos'è una società? (Cronopio, 2010) a c. di Andrea Cavalletti
- Il tipo criminale: una critica al delinquente-nato di Cesare Lombroso (Ombre Corte, 2010) a c. di Sabina Curti
- La logica sociale dei sentimenti (Armando, 2011) a c. di Massimo Cerulo
- La morale sessuale (Armando, 2011) a c. di Sabina Curti
- Le leggi dell'imitazione (Rosenberg & Sellier, 2012) a c. di Filippo Domenicali
- Credenza e desiderio (Cronopio, 2012) a c. di Salvatore Prinzi
- Monadologia e sociologia (Ombre Corte, 2013) a c. di Filippo Domenicali
- L'azione dei fatti futuri. I possibili (Orthotes, 2013) a c. di Filippo Domenicali
- Essenziale per le basi del sistema (inedito a. c. di Filippo Domenicali) in "I castelli di Yale on-line", a. I, n. 2, 2013, pp. 364–380 http://cyonline.unife.it/article/view/808/693.
- Le leggi sociali. Lineamenti di una sociologia (Paparo Edizioni, 2014) a c. di Salvatore Prinzi (contiene anche L'interpsicologia)
- Lo spirito di gruppo (Orthotes, 2015) a c. di Sabina Curti

### Volumi su Tarde
Michael M. Davis, Gabriel Tarde - An Essay in Sociological Theory, New York, Columbia University Press, 1906.
- Amédée Matagrin, La psychologie sociale de Gabriel Tarde, Paris, Alcan, 1910.
- M. Roche-Agussol, Tarde et l'économie psychologique, Paris, Riviere, 1926.
- Jean Milet, Gabriel Tarde et la philosophie de l'Histoire, Paris, 1970.
- Pietro Semeraro, Il sistema penale di Gabriel Tarde, Padova, Cedam, 1984.
- Valentino Petrucci, Gabriel Tarde: Filosofie penali tra Otto e Novecento, Napoli, ESI, 1988.
- Roberta Bisi, La crimonologia di Gabriel Tarde: note introduttive, Bologna, CLUEB, 1998.
- Eduardo V. Vargas, ANTES TARDE DO QUE NUNCA - Gabriel Tarde e a emergência das Ciências Sociais, Rio de Janeiro, Contra Capa, 2000.
- Roberta Bisi, Credenze, desideri e imitazioni: un approccio al sistema socio-psicologico di G. Tarde, Bologna, CLUEB, 2000.
- Roberta Bisi, Gabriel Tarde e la questione criminale, Milano, Franco Angeli, 2001.
- Maurizio Lazzarato, Puissances de l'invention. La psychologie économique de Gabriel Tarde contre l'économie politique, Les Empecheurs de penser en rond, Paris, 2002.
- France Paramelle, Histoire des idées en criminologie au XIXe et au XXe siècle: Gabriel Tarde, Paris, L'Harmattan, 2005.
- Bruno Latour et V.A. Lépinay, L'économie, science des intérêts passionnées: introduction à l'anthropologie économique de Gabriel Tarde, Paris, La découverte, 2008.
- Ch. Borch - U. Staheli (eds), Soziologie der Nachahmung und des Begehrens. Materialen zu Gabriel Tarde, Suhrkamp, Frankfurt am Main, 2009.
- Robert Leroux, Gabriel Tarde: vie, oeuvres, concepts, Paris, Ellipses, 2011.
- Matei Candea (ed.), The Social After Gabriel Tarde: Debates and Assestements, Routledge 2012.
- Tony D. Sampson, Virality: Contagion Theory in the Age of Networks, University of Minnesota Press, Minneapolis 2012.
- Louise Salmon (ed), Le laboratoire de Gabriel Tarde. Des manuscrits et une bibliothèque pour les sciences sociales, Paris, CNRS Editions, 2014 (Préface de Bruno Latour).
- Baptiste Cléret, Gabriel Tarde : l'imitation comme essence du social (e-book), Cormelles-le-Royal, EMS, 2014.
- Elihu Katz - Christopher Ali - Joohan Kim (eds), Echoes of Gabriel Tarde: What We Know Better or Different 100 Years Later, USC Annenberg Press, 2014.
- Robert Leroux, The Anthem Companion to Gabriel Tarde, London-New York-Delhi, Anthem Press, 2015.
- Matei Candea, Gabriel Tarde: Two Essays, Routledge, 2015.
- Salvatore Prinzi (a cura di), Gabriel Tarde. Sociologia, psicologia, filosofia, (con uno scritto inedito di Gabriel Tarde e due note di Henri Bergson e Georg Simmel), Orthotes Editrice, Napoli-Salerno 2016.
- Sergio Tonkonoff, From Tarde to Deleuze and Foucault: The Infinitesimal Revolution, Palgrave-MacMillan 2017.
- David Toews, Gabriel Tarde: The Future of the Artificial, Routledge 2022.
- Sergio Tonkonoff, Reintroducing Gabriel Tarde, Routledge 2024.

### Articoli su Tarde
- E. Wroblewska, Die gegenwartige sociologische Bewegung in Frankreich mit besonderer Rucksicht auf Gabriel Tarde, in "Archiv fur Geschichte der Philosophie", 9 (N.F., Bd. 2, 1896), pp. 492–516.
- Gustavo Tosti, The sociological theories of Gabriel Tarde, Boston, Ginn & C., 1897.
- A. Vierkandt, Gabriel Tarde und die Bestrebungen des Sociologie, in "Zeitschrift fur Socialwissenschaft", II, 8,9, (1899) pp. 557–577.
- Alexis Bertrand, Un essai de cosmologie sociale: les thèses monadologiques de Gabriel Tarde, in "Archives d'anthropologie criminelle", XIX, n. 127-128, 1904, pp. 623–660.
- René Worms, La philosophie sociale de G. Tarde, in "Revue philosophique", 2/1905, pp. 121–156.
- Célestin Bouglé, Un sociologue individualiste: Gabriel Tarde, in "Revue de Paris", 12, t. 3, 1905, pp. 294–316.
- L. Dauriac, La philosophie de Gabriel Tarde, in "L'Année philosophique", XVI, 1906, pp. 149–169.
- Alexandre Lacassagne, Gabriel Tarde (1843-1904), in "Archives d'anthropologie criminelle", XVI, 1906, pp. 501–536.
- D. Gusti, Gabriel Tarde. Eine Skizze zur Wiederkehr seines Todestages, in "Jahrbuch fur Gesetzgebung, Verwaltung und Volkswirtschaft im deutschen Reich", 30/3, pp. 91–106.
- Alfred Espinas, Notice sur la vie et les oeuvres de M. Gabriel de Tarde in "Actes de l'Académie des Sciences Morales et Politiques, Seances et travaux", 1910, pp. 309–422.
- H.E. Barnes, The Philosophy of the State in the Writings of Gabriel Tarde, in "The Philosophical Review", n. 28, pp. 248–279.
- Jules Vuillemin, L'imitation dans l'interpsychologie de Tarde et ses prolongements, in "Journal de psychologie normale et pathologique", 42/4, 1949, pp. 420–449.
- Jean Pinatel, La pensée criminologique d'Emile Durkheim et sa controverse avec Gabriel Tarde, in "Revue de Science Criminelle et de Droit Pénal Comparé", 14 (2), 1959, pp. 435–442.
- Raymond Boudon, La "statistique psychologique" de Tarde, in "Annales internationales de Criminologie", 1964, pp. 342–357.
- Jean Milet, Gabriel Tarde et la psychologie sociale, in "Revue française de sociologie", XIII, 1972, pp. 472–484.
- Jean Milet, Gabriel Tarde et la philosophie, in "Bulletin de la Société française de Philosophie" (séance du 26 janvier 1974), a. 68 n. 2;
- Ian Lubek, Histoire des psychologies sociales perdues: le cas de Gabriel Tarde, in "Revue française de sociologie", XXII, 1981, pp. 361–395.
- G. Casadamont, Linéaments philosophiques, sociologiques et juridiques d'une présence de Gabriel Tarde, in "Archives de Philosophie du Droit", n. 27, 1982, pp. 447–466.
- Pierre Favre, Gabriel Tarde et la mauvaise fortune d'un "bapteme sociologique" de la science politique, in "Revue francaise de sociologie", XXIV, 1983, pp. 3–30.
- Realino Marra, Tra pena infamante e utilità del reato. Tarde contro Durkheim, ovvero l'espiazione della colpa a fondamento del diritto criminale, in "Dei Delitti e delle Pene", III-1, 1985, pp. 49–92.
- E. Katz, L'héritage de Gabriel Tarde: un paradigme pour la recherche sur l'opinion et la communication, in "Hermès", 11-12, 1992, pp. 265–274.
- Massimo Borlandi, Informations sur la redaction du Suicide et sur l'état du conflit entre Durkheim et Tarde de 1895 à 1897, in "Etudes durkheimiennes / Durkheim Studies" n. 6 (Fall 1994), pp. 4–13.
- Eduardo V. Vargas, A microssociologia de Gabriel Tarde, in "Revista Brasileira de Ciências Sociais", v. 27/1995, pp. 93–110.
- Bruno Latour, Pourquoi viens-tu si tarde? (comment trouver un successeur au structuralisme), in "La Recherche", 320, 1999, p. 81.
- Bruno Latour, Le retour de Gabriel Tarde, in "Le Monde des Débats", 11 (février), 2000, p. 29.
- Laurent Mucchielli, Tardomania? Réflexions sur les usages contemporains de Tarde, in "Revue d'Histoire des Sciences Humaines", 2000, 3, pp. 161–184.
- E. Letonturier, Gabriel Tarde sociologue de la communication et des réseaux, in "Cahiers internationaux de sociologie", CVIII, 2000, pp. 79–102.
- F. Vatin, Tarde, Cournot et la fin des temps, in "Futuribles", 256, 2000, pp. 47–64.
- Massimo Borlandi, Tarde et les criminologues de son temps (à partir de sa correspondance inédite ou retrouvée), in "Revue d'Histoire des Sciences Humaines", 2/2000, 3, pp. 7–56.
- Eric Alliez, Différence et répétition de Gabriel Tarde, "Multitudes", n. 7, 4/2001, pp. 171–176 .
- René Schérer, Tarde, puissances de l'invention, "Multitudes", n. 7, 4/2001 .
- Jean-Clet Martin, Tarde: une nouvelle monadologie, "Multitudes", n. 7, 4/2001 .
- Jean-Philippe Antoine, Tarde, commun sensationnel, "Multitudes", n. 7, 4/2001 .
- Isaac Joseph, Tarde avec Park, "Multitudes", n. 7, 4/2001 .
- Maurizio Lazzarato, La Psychologie économique contre l'Economie politique, "Multitudes, n. 7, 4/2001 .
- Bruno Karsenti, L'imitation. Retour sur le débat entre Tarde et Durkheim, in "Raisons pratiques", n. 13, 2002, La régularité. Habitude, disposition et savoir-faire (a c. di C. Chauvire e A. Ogien), pp. 183–205.
- David Toews, The New Tarde: Sociology After the End of the Social in "Theory, Culture & Society", Vol. 20, No. 5, 2003, pp. 81–98.
- Cécile Rol, Le possible dans la sociologie de Simmel et de Tarde, in "Simmel Studies", 2003, 1, pp. 233–262.
- Eduardo V. Vargas, Multiplicando os agentes do mundo: Gabriel Tarde e a sociologia infinitesimal, in "Revista Brasileira de Ciências Sociais", v. 19(55), n. 55/2004, pp. 172–176.
- Gauthier Autin, Gabriel Tarde, critique du militarisme « scientifique », "Mots. Les langages du politique", n. 73, 1/2004, on-line.
- Faridah Djellal, Fa¨Iz Gallouj, Les lois de l'imitation et de l'invention: Gabriel Tarde et l'´economie ´evolutionniste de l'innovation (11`eme colloque international de l'ACGEPE - Association Charles Gide pour l'´etude de la pens´ee ´economique - ” Y a-t-il des lois en ´economies ? ”, Sept. 2005, Lille, France) .
- Louise Salmon, Gabriel Tarde et l'Affaire Dreyfus. Réflexions sur l'engagement d'un homme de pénsée, in "Champ pénal / Penal Field", II, 2005, pp. 2–15.
- Louise Salmon, Gabriel Tarde et la société parisienne à la fin du xixe siècle : « rapides moments de vie sociale », 1894-1897, "Revue d'Histoire des Sciences Humaines", n. 13, 2/2005, pp. 127–140.
- L. Salmon, Gabriel Tarde (Sarlat 1843 - Paris 1904), in "Criminocorpus", gennaio 2005. URL : http://criminocorpus.revues.org/114.
- Laurence Saquer, Hypothèses sur la filiation Tarde-Deleuze à travers la criminologie, in "Champ pénal/Penal field" (en ligne), II, 2005 .
- Y. Ikeda,La notion d'«imitation» dans la criminologie tardienne, in "Champ pénal/Penal field" (en ligne), II, 2005. URL : http://champpenal.revues.org/265.
- Maurizio Lazzarato, Puissances de la Variation, "Multitudes", n. 20, 1/2005, pp. 187–200.
- Eric Letonturier, Sociologie des réseaux sociaux et psychologie sociale: Tarde, Simmel et Elias, "Hermès", n. 41, 1/2005, pp. 41–50.
- Louise Salmon, Le fonds Gabriel Tarde au CHEVS, in "Champ pénal / Penal field" [En ligne: http://champpenal.revues.org/239].
- Nélia Dias, Imitation et Anthropologie, in "Terrain. Revue d'Ethnologie d'Europe", n. 44/2005, pp. 5–18.
- Laurence Saquer, Variations sur la grammaire différentielle de Gabriel Tarde, "Sociétés", n. 96, 2/2007, pp. 115–123.
- Gianluca Bonaiuti, Memorie politiche dal sottosuolo. La monadologia utopica di Gabriel Tarde, in "Morus", vol 2, pp. 125–135, 2007.
- Solenn Karof, Gabriel Tarde et la théorie de l'imitation, "Sciences Humaines", n. 6/2007.
- Didier Debaise, Une métaphysique des possessions. Puissances et sociétés chez Gabriel Tarde, in "Révue de Métaphysique et de morale", n. 4 (2008), pp. 477–460.
- Anne Devarieux, Évolutionnisme et psychologie : Maine de Biran, Gabriel Tarde et Henri Bergson, in "Annales bergsoniennes", IV, 2008, pp. 213–236.
- Marc Renneville, Connaissez vous Gabriel Tarde?, in "L'Histoire", 2004/9 (n. 290), pp. 27–28.
- José Garcia Molina, Sociétés status nascendi. La constitution du social selon Gabriel Tarde, "Sociétés", n. 110, 4/2010, pp. 119–128.
- Louise Salmon, Pour une histoire du travail scientifique en action. Le cas du fonds Gabriel Tarde, "Histoire@Politique", n. 11, 2/2010, on-line.
- Marco Dotti, Frammenti di felicità futura. Gabriel Tarde e l'histoire, "Giornale Critico di Storia delle Idee", a. 2, n. 3, gen-giu 2010, pp. 154–159.
- Pierre-André Rosental, Où s'arrête la contagion ? Faits et utopie chez Gabriel Tarde, "Tracés", n. 21, 2/2011, pp. 109–124.
- Robert Leroux, Gabriel Tarde, un sociologue individualiste, "Le Québecois Libre", n. 297, février 2012 (on-line: http://www.quebecoislibre.org/12/120215-6.html).
- Tony D. Sampson, Tarde's phantom takes a deadly line of flight – from Obama Girl to the assassination of Bin Laden, in "Scandinavian Journal of Social Theory", vol. 13, n. 3, 2012, pp. 354–366.
- Solenn Karof, Gabriel Tarde: Les lois de l'imitation, "Les Grands Dossiers des Sciences Humaines", 3/2013, on-line.
- Massimo Pendenza, Ritorno a Gabriel Tarde, in "Quaderni di Teoria sociale", n. 13/2013.
- Andrea Salvini, È davvero una rivincita? L'opera di Gabriel Tarde e la sua rivalutazione nella riflessione sociologica contemporanea, in "Quaderni di Teoria Sociale", n. 13/2013.
- Massimo Cerulo, Gabriel Tarde e le emozioni: appunti per la riscoperta di un classico, in "Quaderni di Teoria Sociale", n. 13/2013.
- Bruno Latour - Pablo Jensen - Tommaso Venturini - Sebastian Grauwin - Dominique Boullier, «Le tout est toujours plus petit que ses parties». Une expérimentation numérique des monades de Gabriel Tarde, "Réseaux", n. 177, 1/2013, pp. 197–232.
- Filippo Domenicali, Gabriel Tarde, un sociologo individualista?, in "La società degli individui", n. 53 (2015), pp. 23–33.

### Capitoli di libro su Tarde
- Pitirim Aleksandrovič Sorokin, Contemporary Sociological Theories (1928), tr. it. Storia delle teorie sociologiche, vol. 1, Roma, Città Nuova 1974, pp. 619–623.
- B. Valade, Gabriel Tarde, in "Encyclopaedia Universalis", 22, 1989, pp. 66–68.
- Pierre Favre, Naissance de la science politique en France (1870-1914), Paris, Fayard, 1989, pp. 145–172.
- Philippe Besnard, Durkheim critique de Tarde: des "Règles" au "Suicide", in AA.VV., La sociologie et sa méthode: les "Règles" de Durkheim un siècle après, Paris, L'Harmattan, 1995, pp. 221–243.
- Valentino Petrucci, Dalla sociologia alla inter-psicologia. Il diritto in Gabriel Tarde, AA.VV, Folla e politica: cultura filosofica, ideologia, scienze sociali in Italia e Francia a fine Ottocento, Roma, Donzelli, 1995, pp. 117–128.
- Raymond Boudon, Gabriel Tarde: la connexion micro-macro, in ID., Etudes sur les sociologues classiques, vol. 2, Paris, PUF, 2000, pp. 247–272.
- Pierre Montebello, L'autre métaphysique: essai sur la philosophie de la nature, Ravaisson, Tarde, Nietzsche et Bergson, Paris, Desclée de Brouwer, 2003, pp. 112–156.
- Maria Donzelli, L'ucronia di Gabriel Tarde, in B. Consarelli (a c. di), Spazi e politica nella modernità tecnologica, Firenze, Firenze University Press, 2006, pp. 65–78.
- S. Ludemann, Die imaginare Gesellschaft. Gabriel Tardes anti-naturalistische Soziologie der Nachahmung, in Borch-Staheli (a c. di), Soziologie der Nachahmung und des Begehrens, cit., pp. 107–124.
- Roberto Ciccarelli, Immanenza. Filosofia, diritto e politica della vita dal XIX al XX secolo, Bologna, Il Mulino, 2009, pp. 235–251.
- Andrea Salvini, Gabriel Tarde. Antinomie ed equilibrio nello sviluppo sociale, in (a c. di M.A. Toscano), Altre sociologie. Dodici lezioni sulla vita e la convivenza, Milano, Franco Angeli 2011, pp. 81–106.
- Sabina Curti, Il sonno dogmatico. Folla, pubblico e società in Gabriel Tarde, in (a c. di S. Curti - E. Moroni), La folla. Continuità e attualità del dibattito italo-francese, Milano, O.G.E, 2011, pp. 85–111.
- Bruno Latour, Gabriel Tarde. La société comme possession. La "preuve par l'orchestre", in (a c. di D. Debaise), Philosophies des possessions, Dijon, Les presses du réel 2011, pp. 9–34.
- Filippo Domenicali, Le fantasticherie di un passaggiatore solitario. Gabriel Tarde tra metafisica e sociologia, in P. Vignola (a c. di), Margini della filosofia contemporanea, Napoli-Salerno, Orthotes, 2013, pp. 235–249.
- Andrea Borsari, Sulla genesi della monadologia sociale: Gabriel Tarde e Georg Simmel, in (a c. di G. Mari - F. Minazzi - M. Negro - C. Vinti), Epistemologia e soggettività. Oltre il relativismo, Firenze, Firenze University Press 2013, pp. 391–416.
- Martine Kaluszynski, Fragments d'histoire sur Tarde. Les modernités d'une pensée archaïque, in J.-G. Contamin - J. Ph. Heurtin (éd), Les idées en science politique, La Découverte, 2015.

### Introduzioni, Presentazioni, Postfazioni a scritti di Tarde
- Henri Bergson, Lettre sur Gabriel Tarde in AA.VV., Discours sur Gabriel Tarde, Sarlat, Michelet, 1909.
- Henri Bergson, Préface in Gabriel Tarde. Introduction et pages choisies par ses fils, Paris, Michaud, 1909, pp. 5–6.
- Terry Nichols Clark, Introduction in On Communication and Social Influence. Selected papers, Chicago and London, The University of Chicago Press, 1969, pp. 1–71.
- Jean Pinatel, Introduction, in La philosophie pénale, Paris, Cujas, 1972, pp. VII-XVI.
- Anne-Marie Rocheblave-Spenlé, Gabriel Tarde et la psychologie sociale, in Ecrits de psychologie sociale, Toulouse, Privat, 1973, pp. 25–42.
- Franco Ferrarotti, Introduzione, in Scritti sociologici, Torino, UTET, 1976, pp. 6–39 (ora anche in F. FERRAROTTI, Lineamenti di storia del pensiero sociologico, Roma, Donzelli, 2002, pp. 155–175).
- Raymond Boudon, Presentation, in Les lois de l'imitation, Genève, Slatkine, 1979, pp. 3–10.
- R. Trousson, Presentation, in Fragment d'histoire future, Genève, Slatkine, 1980, pp. I-VIII.
- D. Reynié, Gabriel Tarde, théoricien de l'opinion, in L'opinion et la foule, Paris, PUF, 1989, pp. 7–28.
- Giacomo Mulè, La società futura di Gabriel Tarde, Postfazione a Frammento di storia futura, Palermo, Flaccovio, 1991, pp. 89–101.
- Valentino Petrucci, Postfazione a Frammento di storia futura, Napoli, ESI, 1991.
- Bruno Karsenti, Presentation a Les lois de l'imitation, Paris, Kimé, 1993, pp. VII-XXVI.
- Jean Milet, Introduction, in Les transformations du droit, Paris, Berg, 1994, pp. 7–15.
- René Schérer, Fin de siècle - Une utopie esthétique, in Fragment d'histoire future, Biarritz, Atlantica, 1998, pp. 7–37.
- Eric Alliez, Tarde et le problème de la constitution, in Monadologie et sociologie, Paris, Les empecheurs de penser en rond, 1999, pp. 10–32.
- Maurizio Lazzarato, Gabriel Tarde: un vitalisme politique, in Monadologie et sociologie, cit., pp. 103–150 (tr. it.: Gabriel Tarde: un vitalismo politico a. c. di F. Domenicali, in Monadologia e sociologia, ombre corte, 2013, pp. 117–166).
- René Schérer, Homo ludens: des stratégies vitales, in La logique sociale, Paris, Les empecheurs de penser en rond, 1999, pp. 17–56.
- Jean-Clet Martin, Tarde aujourd'hui, in L'opposition universelle, Paris, Les empecheurs de penser en rond, 1999, pp. 15–38.
- Isaac Joseph, Gabriel Tarde: le monde comme féerie, in Les lois sociales, Paris, Les empecheurs de penser en rond, 1999, pp. 11–36.
- Anne Devarieux, Gabriel Tarde lecteur de Maine de Biran ou "la difficulté formidable", in Maine de Biran et l'évolutionnisme en psychologie, Paris, Les empecheurs de penser en rond, 2000, pp. 13–49.
- Jean-Philippe Antoine, Statistique et métaphore: note sur la méthode sociologique de Tarde, in Les lois de l'imitation, Paris, Les empecheurs de penser en rond, 2001, pp. 7–42.
- Thierry Martin, Tarde, lecteur de Cournot, in Philosophie de l'histoire et science sociale, cit., 2002, pp. 9–26.
- Francois Zourabichvili, Le pouvoir en devenir: Tarde et l'actualité, in Les transformations du pouvoir, Paris, Les empecheurs de penser en rond, 2003, pp. 7–37.
- Marc Renneville, Le printemps des sciences du crime, Préface a La criminalité comparée, Paris, Les empecheurs de penser en rond, 2004, pp. 7–23.
- Marc Renneville, Gabriel Tarde, l'hirondelle de la criminologie, Postface a La criminalité comparée, cit., pp. 207–218.
- Rosario Conforti, La psicologia politica di Gabriel Tarde, Introduzione a L'opinione e la folla, cit. pp, pp. 7–49.
- Eduardo V. Vargas, Gabriel Tarde e a diferença infinitesimal, in Monadologia e Sociologia e outros ensaios, São Paulo, Cosac Naify, 2007, pp. 7–50.
- Bruno Latour, Eine andere Wissenschaft des Sozialen? Vorwort zur deutschen Ausgabe von Gabriel Tardes Monadologie und Soziologie, in Monadologie und Soziologie, Suhrkamp, Frankfurt am Main, 2009, pp. 7–14.
- M. Schlimmer, Jenseits der Kritik des Sozialen - Gabriel Tardes Neo-Monadologie, in Monadologie und Soziologie, cit., pp. 109–153.
- Jacqueline Carroy, Les réveils de Gabriel Tarde. Science des reves et autofictions, in Sur le sommeil. Ou plutot sur les reves, Lausanne, BHMS, 2009, pp. 1–44.
- Louise Salmon, Guerre, Commune et politique chez Gabriel Tarde, in Sur le sommeil. Ou plutot sur les reves, cit., pp. 185–219.
- Andrea Cavalletti, Somnambuli in somnis plurima agant in Che cos'è una società?, Napoli, Cronopio, 2010, pp. 63–77.
- Massimo Cerulo, Introduzione, in La logica sociale dei sentimenti, Roma, Armando, 2011, pp. 2–8.
- Sabina Curti, Presentazione, in La morale sessuale, Roma, Armando, 2011, pp. 7–28.
- Filippo Domenicali, Gabriel Tarde tra metafisica e sociologia, in Le leggi dell'imitazione, Torino, Rosenberg & Sellier, 2012, pp. 11–27.
- Filippo Domenicali, La metafisica segreta di Gabriel Tarde, in Monadologia e sociologia, Verona, Ombre Corte, 2013, pp. 7–29.
- Filippo Domenicali, Il baule di Tarde. Genealogia filosofica di un sociologo controcorrente, in L'azione dei fatti futuri. I possibili, Napoli-Salerno, Orthotes, 2013, pp. 5–28.
- Filippo Domenicali, Alle radici della differenza, Presentazione a Essenziale per le basi del sistema, in "I castelli di Yale on-line", a. I, n. 2, 2013, pp. 333–347 ( http://cyonline.unife.it/article/view/808 ).
- Salvatore Prinzi, La linea retta delle curve di Tarde, in Le leggi sociali, Napoli, Paparo Edizioni, 2014, pp. 7–24.
- Sabina Curti, Gabriel Tarde: dalla folla allo spirito di gruppo, in Lo spirito di gruppo, Napoli-Salerno, Orthotes, 2015, pp. 5–22.

### Recensioni a Tarde
- Fréderic Paulhan, Revue critique de G. Tarde, Les lois de l'imitation, in "Revue philosophique", a. XV, Juil.-déc 1890, pp. 170–182.
- Georg Simmel, G. Tarde, Les lois de l'imitation, in "Zeitschrift fur Pychologie un Pysiologie der Sinnesorgane", 1891; tr. fr. in "Sociétés", n. 101, 2008/3, pp. 33–34.
- Georg Simmel, Rezension von Revue Internationale de Sociologie: Les monades & la science sociale (1894), in Gesamtausgabe (a c. di O. Rammstedt), vol. 1, pp. 306–310.
- Lucien Herr, Revue critique de G. Tarde, Les lois de l'imitation, in "Revue critique d'histoire et de littérature", a. XXV, t. 31, jan.-juin 1891, pp. 156–159.
- Celestin Bouglé, G. Tarde, L'opposition universelle, in "L'Année sociologique", a. I (1896-1897), pp. 111–116.
- Celestin Bouglé G. Tarde, Les lois sociales, in "L'Année sociologique", a. II (1897-1898), pp. 147–152.
- P. Lapie, G. Tarde, Les transformations du pouvoir, in "L'Année sociologique", a. III (1898-1899), pp. 356–362
- Albion Woodbury Small, Les transformatons du pouvoir. Par G. Tarde, in "The American Journal of Sociology", 5 (1899-1900), pp. 699–702.
- Céline Lefeve, Maine de Biran et l'évolutionnisme en psychologie, in "Revue d'Histoire des Sciences", vo. 57, n. 1, 2004, pp. 228–230.

### Ulteriori riferimenti su Gabriel Tarde sono reperibili in
- Émile Durkheim, La divisione del lavoro sociale (1893), Milano, Edizioni di Comunità, 1962.
- Fernando Pessoa, "Libro dell'inquietudine", (1982),Roma,2018.
- James Mark Baldwin, Imitazione. Un capitolo nella storia naturale della coscienza (1894), Mnemosyne, 2013.
- James Mark Baldwin, Mental development in the child and the race: methodes and processes, New York - London, MacMillan, 1895.
- Gustave Le Bon, La psicologia delle folle (1895), Milano, Longanesi, 1970.
- Émile Durkheim, Lo stato attuale degli studi sociologici in Francia, in "La Riforma sociale", 1895 (ora in ID., Textes, Paris, Minuit, 1975, v. 1).
- Émile Durkheim, Le regole del metodo sociologico (1895), Milano, Edizioni di Comunità, 1996.
- Maurice Hauriou, Cours de science sociale. La science sociale traditionnelle, Paris, Larose, 1896.
- Émile Durkheim, Il suicidio (1897), Torino, UTET, 1969.
- Émile Durkheim, La sociologie en France au XIXème siècle (1900), in ID., La scienza sociale e l'azione, Milano, il Saggiatore1972, pp. 121–145.
- Robert Park, La folla e il pubblico (1904), Roma, Armando, 1996.
- James Mark Baldwin, L'intelligenza, Torino, Bocca, 1904.
- Vilfredo Pareto, Trattato di sociologia generale, Firenze, Barbera, 1916.
- William McDougall, The Group Mind, Cambridge, 1920.
- Sigmund Freud, Psicologia delle masse e analisi dell'io (1921), in ID., Il disagio della civiltà e altri saggi, Torino, Bollati Boringhieri, 1971.
- Florian Znaniecki, Social Actions, New-York, 1936.
- Charles Blondel, Introduction à la psychologie collective, Paris, Colin, 1941 (3ª ed.), pp. 68–69.
- N.E. Miller - J. Dollard, Imitazione e apprendimento sociale (1941), Milano, Franco Angeli, 1977.
- Maurice Pradines, Traité de psychologie générale, t. II.1 (Le genie humain: ses oeuvres), Paris, PUF, 1946, pp. 557–562.
- J. Monnerot, Les faits sociaux ne sont pas des choses, Paris, Gallimard, 1946.
- Gilles Deleuze, Différence et répétition, Paris, PUF, 1968 (tr. it. Differenza e ripetizione, Milano, Cortina, 1997).
- F. Jonas, Storia della sociologia, Roma-Bari, Laterza, 1970, pp. 378–383.
- A. Izzo (a c. di), Storia del pensiero sociologico. I. Le origini, Bologna, Il Mulino, 1974.
- Steven Lukes, Emile Durkheim. His life and work, London, Allen Lane, 1973, pp. 302–313.
- René Girard, Delle cose nascoste sin dalla fondazione del mondo (1978), Milano, Adelphi, 1996.
- Gilles Deleuze-Félix Guattari, Mille-plateaux. Capitalisme et schizophrénie, Paris, Minuit, 1980 (tr. it. Millepiani. Capitalismo e schizofrenia, Roma, Castelvecchi, 2006).
- Serge Moscovici, L'age des foules, Paris, Fayard 1981.
- Angelica Mucchi Faina, L'abbraccio della folla. Cento anni di psicologia collettiva, Bologna, Il Mulino, 1983.
- Serge Moscovici, La fabbrica degli dei (1988), Bologna, Il Mulino 1991.
- Mara Meletti Bertolini, Il pensiero e la memoria. Filosofia e psicologia nella "Revue philosophique" di Théodule Ribot (1876-1916), Milano, Franco Angeli, 1991, pp. 81–89.
- Jean-Michel Berthelot, 1895. Durkheim: l'avènement de la sociologie scientifique, Toulouse, Presses Universitaires du Mirail, 1995.
- Dan Spérber, La contagion des idées, Paris, Odile Jacob, 1996 (tr. it. Feltrinelli, 1999).
- Laurent Mucchielli, La découverte du social. Naissance de la sociologie en France (1870-1914), Paris, La Découverte, 1998.
- Remo Bodei, Destini personali. L'età della colonizzazione delle coscienze, Milano, Feltrinelli, 2002.
- Damiano Palano, Il potere della moltitudine. L'invenzione dell'inconscio collettivo nella teoria politica e nelle scienze sociali italiane tra Otto e Novecento, Milano, Vita & pensiero, 2002, pp. 343–410.
- Andrea Borsari, "Mimesis", le peripezie di una famiglia concettuale, in (a c. di ID.), Politiche della mimesis, Milano, Mimesis, 2003, pp. 7–26.
- AA.VV., Patologie della politica. Crisi e critica della democrazia tra Otto e Novecento, Roma, Donzelli, 2003.
- Robert Darnton, L'età dell'informazione. Una guida non convenzionale al Settecento,  Milano, Adelphi edizioni, 2007 - p. 79
- Jean Milet, Ontologie de la différence, Paris, Beauchesne, 2006.
- Bruno Latour, Changer de société, refaire de la sociologie, Paris, La Découverte, 2006.
- Cécile Rol, Sur la psychologie sociale de l'hostilité. Ou la dernière apparition de Georg Simmel sur la scène sociologique française, "L'année sociologique", 2006/1, vol. 56, pp. 137–168.
- Tony D Sampson, Virality: Contagion Theory in the Age of Networks, University of Minnesota Press, 2012.
- Remo Bodei, Immaginare altre vite, Milano, Feltrinelli, 2013.

### Numeri monografici di riviste dedicati a Tarde
- "Multitudes", n. 7/2000 Dossier Tarde intempestif. Contiene articoli di Eric Alliez (Différence et répétition de Gabriel Tarde), René Schérer (Tarde, puissances de l'invention), Jean-Clet Martin (Tarde: une nouvelle monadologie), Maurizio Lazzarato (La Psychologie économique contre l'Économie politique), Jean Philippe Antoine (Tarde, commun sensationnel) e Isaac Joseph (Tarde avec Park).
- "Revue d'Histoire de Sciences Humaines, n. 3/2000 (Gabriel Tarde et la criminologie au tournant du siècle).
- "Terrain. Revue d'Ethnologie e l'Europe", n. 44/2005 (numero monografico: Imitation et Anthropologie).
- "Quaderni di Teoria Sociale", n.13/2013 (sez. monografica "A partire dai classici"), pp. 145–182.

### Workshop
- GABRIEL TARDE: ECONOMY, PSYCHOLOGY AND INVENTION (A workshop organised by CSISP and Oxford University Thursday 1st December 2005): https://web.archive.org/web/20130313101125/http://www.gold.ac.uk/media/tarde_a_workshop.pdf e per gli interventi: https://web.archive.org/web/20150329162924/http://www.gold.ac.uk/csisp/events/2005-2006/